# François André Michaux
François André Michaux va ser un metge i botànic francès (6 d'agost de 1770 a Satory (Versalles) 23 d'octubre de 1855).

## Biografia
François André Michaux era fill d'André Michaux (1746-1802), botànic i explorador i de Cécile née Claye. A l'adolescència anà cap els Estats Units amb el seu pare el 1785, per explorar-ne els recursos botànics. Michaux pare va crear un viver a Hackensack (New Jersey) i un segon a Charleston (Carolina del Sud). Van explorar junts les regions del nord de Florida.
Ell va deixar el seu pare i tornà a França el 1790 per estudiar medicina amb Jean-Nicolas Corvisart (1755-1821), futur metge de Napoleó, i del cirurgià Pierre Joseph Desault. Es va implicar en els esdeveniments de la Revolució francesa. El 1803, va escriure Voyage à l'ouest des monts Alléghanys dans les États de l'Ohio, du Kentucky et du Tennessee, et retour à Charleston par les Hautes-Carolines... entrepris pendant l'an X (Levrault, Schoell et Cie, Paris, an XII (1804)
Va ser el primer viatger franès a bord del vaixell a vapor "el Clermont" construït per Robert Fulton
El 1805, va aparèixer Mémoire sur la naturalisation des arbres forestiers de l'Amérique septentrionale (Levrault, Schoell et Cie, Paris, an XIII, 1805). L'any següent el govern francès li va encarregar determinar quines espècies nord-americanes es podien aclimatar a Europa.
Als Estats Units envià a França Notice sur les Îles Bermudes, et particulièrement sur l'Île Saint-Georges. Al seu retorn apareix, de 1810 a 1813, Histoire des arbres forestiers de l'Amérique septentrionale, considérés principalement sous les rapports de leur usage dans les arts et de leur introduction dans le commerce (L. Haussmann et d'Hautel, Paris) 
Michaux va esdevenir administrador de la Société centrale d'agriculture (actualment Académie d'agriculture) de 1820 fins 1855. Va crear un arboretum a château d'Harcourt (Eure). Va ser condecorat amb la Légion d'honneur.